# Galactorrhée

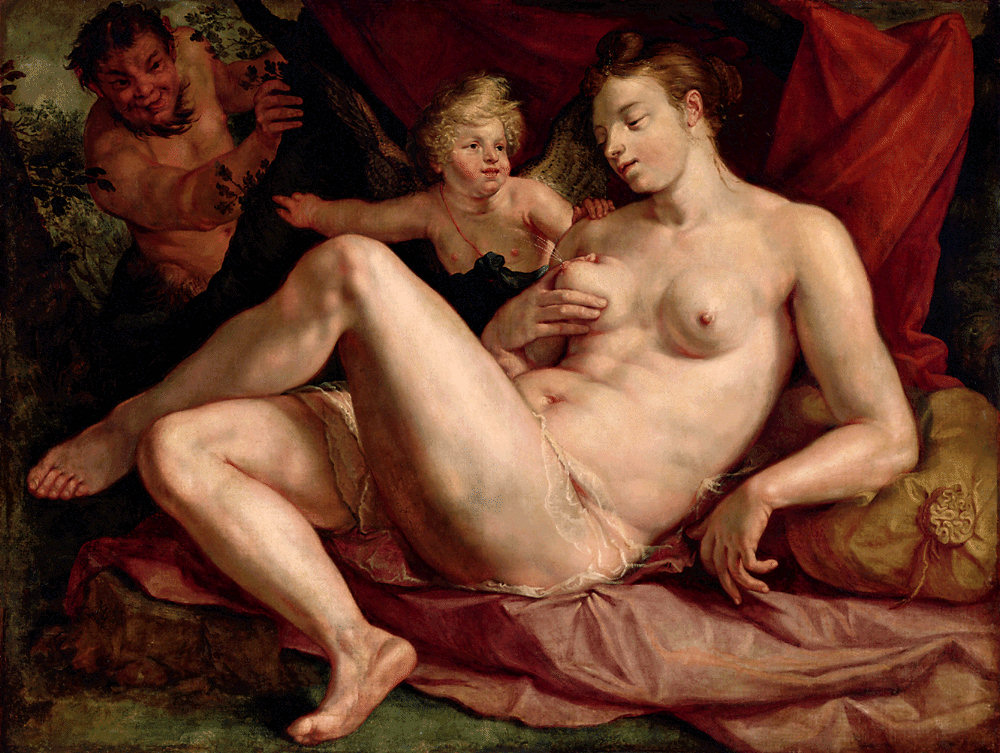
Vénus et l'Amour épiés par un satyre, dit autrefois Jupiter et Antiope (Hendrik Goltzius).

Une galactorrhée (du grec galactos, « lait » et -rrhée, « écoulement ») est un écoulement de lait par le mamelon en dehors des moments où l'enfant est nourri au sein. Elle est le symptôme d'une situation anormale. Elle signe souvent une hyperprolactinémie chez la femme, plus rarement chez l'homme (chez qui la dopamine inhibe complètement la sécrétion de prolactine), sans préjuger de son étiologie.
Physiologiquement, le lait est produit par les cellules sécrétrices des alvéoles (acini) de la glande mammaire regroupées en lobules puis en lobes. Le lait est conduit par les canaux de premier ordre puis de deuxième ordre jusqu'au canaux galactophores qui s'abouchent à l'extrémité du mamelon.